# Alternanthera frutescens
Alternanthera frutescens là loài thực vật có hoa thuộc họ Dền. Loài này được (L'Hér.) R.Br. ex Spreng. mô tả khoa học đầu tiên năm 1824.